# Russkij les
Russkij les (Русский лес) è un film del 1964 diretto da Vladimir Michajlovič Petrov.